# Liste des déités du monde indien
Cette page présente la liste des déités vénérées dans le monde indien, principalement par les hindouistes, mais parfois aussi par certaines sectes jaïnes ou bouddhistes.
Traditionnellement, il est dit que l'Inde compte 33 millions de dieux.
- Haut – A
- B
- C
- D
- E
- F
- G
- H
- I
- J
- K
- L
- M
- N
- O
- P
- Q
- R
- S
- T
- U
- V
- W
- X
- Y
- Z

## A
Aditî ~ Adityas ~ Agastya ~ Agni ~ Ambika_Inde ~ Amitabha ~ Ammavaru ~ Amrita ~ Ananda ~ Anjana ~ Annapurna ~ Anumati ~ Anuradha ~ Apsara ~ Aranyani ~ Ardhanari ~ Ardra ~ Arjuna ~ Aruna ~ Arundhati ~ Ashvathaman ~ Ashvin ~ Aslesa ~ Astika-Jaratkaru ~ Asura ~ Atri ~ Avatar ~ Ayyappan

## B
Balarâma ~ Bali ~ Balin ~ Bhadra ~ Bhaga ~ Bhairava ~ Bharani ~ Bharati ~ Bhavani ~ Bhima ~ Bhishma ~ Bhūmi ~ Bhutamata ~ Bhuta ~ Bodhisattva ~ Bhagiratha ~ Brahma ~ Bhrigu ~ Brihaspati ~ Budha

## C
Chamunda ~ Chandanayika ~ Chandra ~ Chinnamastaka ~ Chitragupta

## D
Divinités du Sanatana Dharma ~ Dakini ~ Daksha ~ Deva ~ Devadatta ~ Devaki ~ Devi ~ Dhama ~ Dhanistha ~ Dhanvantari ~ Dhara ~ Dharani ~ Dhatar ~ Dhatri ~ Dhati Mata ~ Dhruva ~ Dikpâla ~ Diti ~ Draupathi ~ Durga ~ Duryodhana ~ Dyau ~ Dyavaprivithi

## G
Gandharva ~ Ganesh ~ Gangâ ~ Garuda ~ Gauri ~ Gomateshvara ~ Gopi ~

## H
Hanuman ~ Harihara ~ Hariti ~ Hayagriva ~ Himavat ~ Hiranyakashipu ~ Hiranyaksha

## I
Idâ ~ Indra ~ Indrani

## J
Jagannâtha ~ Jalandhara ~ Jambavat ~ Jambavan ~ Jara ~ Jaratkaru ~ Jatayu ~ Juggernaut

## K
Kabandha ~ Kadru ~ Kalanemi ~ Kâlî ~ Kalki ~ Kâma ~ Kamadhenu ~ Kamsa ~ Kansa ~ Karttikeya ~ Kashyapa ~ Katavul ~ Kaduvul ~ Kaurava ~ Kausalya ~ Ketu ~ Kinnara ~ Kistnerappan ~ Korrawi ~ Krishna ~ Kubera ~ Kumbhakarna ~ Kundalini ~ Kunti ~ Kurma

## L
Lakshmi ~ Lokapala

## M
Machilottu ~ Madya ~ Mahakala ~ Mahishâsuramardinî ~ Maithuna ~ Maitreya ~ Manasa ~ Mandala ~ Mansa ~ Manu ~ Māra ~ Marut ~ Matsya ~ Maya ~ Meru ~ Mitra ~ Muchalinda ~ Mudra ~ Murugan

## N
Naga ~ Nagina ~ Nakula ~ Nandin ~ Narasimha ~ Navagrahâ ~ Nirrita ~ Nirriti

## P
Pandava ~ Pandialé ~ Pangika ~ Parashurama ~ Parjanya ~ Pârvatî ~ Pisaka ~ Prahlada ~ Prajapati ~ Prisni ~ Privithi ~ Prthivi ~ Purusha ~ Pushan ~ Putana

## R
Rahu ~ Rakshasas ~ Rāma ~ Rati ~ Ratri ~ Ravana ~ Ribhu ~ Rishi ~ Rohini ~ Rudra ~ Rudrani ~ Rukmini

## S
Sadhya ~ Sagara ~ Sahadeva ~ Saktassura ~ Sakti ~ Samantabhadra ~ Sâmba ~ Saranyu ~ Sarasvati ~ Satî ~ Savitri ~ Shakti ~ Shani ~ Shasti ~ Shesha ~ Shitala ~ Shiva ~ Shri ~ Shukra ~ Sitâ ~ Skanda ~ Soma ~ Sri ~ Sugriva ~ Sumitra ~ Sumeru ~ Sûrya

## T
Tara ~ Taraka ~ Tîrthankara ~ Trimurti ~ Trinavarta ~ Tvashtri

## U
Ugrasena ~ Umâ ~ Urvashi ~ Ushas

## V
Vach ~ Vali ~ Vamana ~ Vanadevata ~ Varâha ~ Varuna ~ Varuni ~ Vashishtra ~ Vasudeva ~ Vasuki ~ Vasu ~ Vayu ~ Vibishana ~ Viéhyès ~  Vinata ~ Viraj ~ Virūḍhaka ~ Virūpākṣa ~ Vishnu ~ Vishvakarma ~ Vishvamitra ~ Vithoba ~ Vrita ~ Vrishabha

## Y
Yab-Yum ~ Yaksha ~ Yama ~ Yamunâ ~ Yashodhara ~ Yasoda ~ Yogini ~ Yudhishthira